# Franziskus von Bettinger

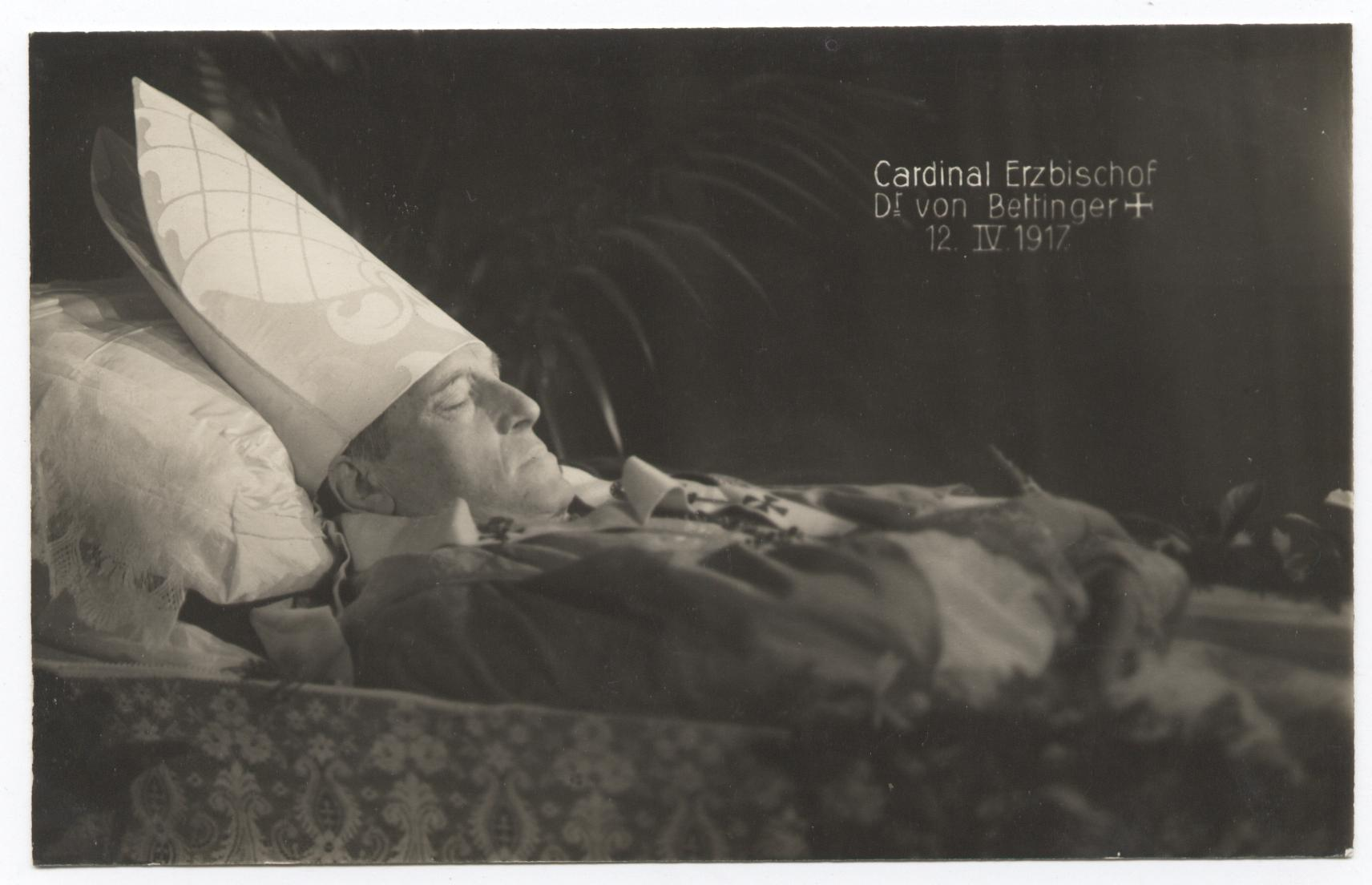
Kardinaal Bettinger op zijn sterfbed

Franziskus von Bettinger (Landstuhl, 17 september 1850 - München, 12 april 1917) was een Duits geestelijke en kardinaal van de Katholieke Kerk.
Bettinger studeerde aan het seminarie van Speyer en aan de universiteiten van Innsbruck en Würzburg. Hij werd op 17 augustus 1873 priester gewijd. Hij was vervolgens kapelaan in Zweibrücken, Kaiserslautern en Reichenbach alvorens pastoor te worden in Roxheim.
In 1895 werd hij kanunnik van het kathedraal kapittel in Speyer. In 1909 werd hij deken van het kapittel. Kort daarna werd hij door prins-regent Luitpold van Beieren onderscheiden met de Orde van Verdienste van de Beierse Kroon, waardoor hij gelijk in de adelstand werd verheven. Even daarna werd hij benoemd tot aartsbisschop van München-Freising. Tijdens het consistorie van 25 mei 1914 creëerde paus Pius X hem kardinaal. De San Marcello al Corso werd zijn titelkerk. Kardinaal von Bettinger nam vervolgens deel aan het Conclaaf van 1914, dat leidde tot de verkiezing van Giacomo della Chiesa tot paus Benedictus XV.
Kardinaal von Bettinger overleed plotseling, in zijn aartsbisschoppelijk paleis, aan de gevolgen van een hartaanval.
- Bibliothèque nationale de France: cb12135003g (data)
- Gemeinsame Normdatei: 118662708
- International Standard Name Identifier: 0000 0000 1338 3574
- Nationale Bibliotheek van Polen: a0000002463913
- Nederlandse Thesaurus van Auteursnamen: 115746013
- Système universitaire de documentation: 157017273
- Virtual International Authority File: 15563249
- WorldCat: E39PBJt8mCH6BK3mqgPJ3fBHG3